# Lavotchkine La-200
 (novembre 2024).
Le Lavotchkine La-200 (en russe : Лавочкин Ла-200) était un prototype d'intercepteur à réaction, conçu et fabriqué en Union soviétique par le bureau d'études (OKB) Lavotchkine au début de la Guerre froide.